# Calogero (cognome)
Calogero è un cognome di lingua italiana.

## Varianti
Calà, Calaciura, Calè, Calì, Caligiuri, Caliò, Calipari, Calista, Calisto, Callido, Callipari, Callisto, Calogerà, Calogeri, Calogiuri, Caloiero, Calone.

## Origine e diffusione
Cognome tipicamente meridionale, è presente prevalentemente in Calabria e Sicilia.
Potrebbe derivare dal prenome Calogero, dal greco kalógheros, "buon vecchio".
La variante Caligiuri è calabrese e siciliana.

## Persone
- Loredana Calogero – ex calciatrice italiana
- Lorenzo Calogero – poeta italiano
- Pietro Calogero – magistrato italiano